# Christian Bielke

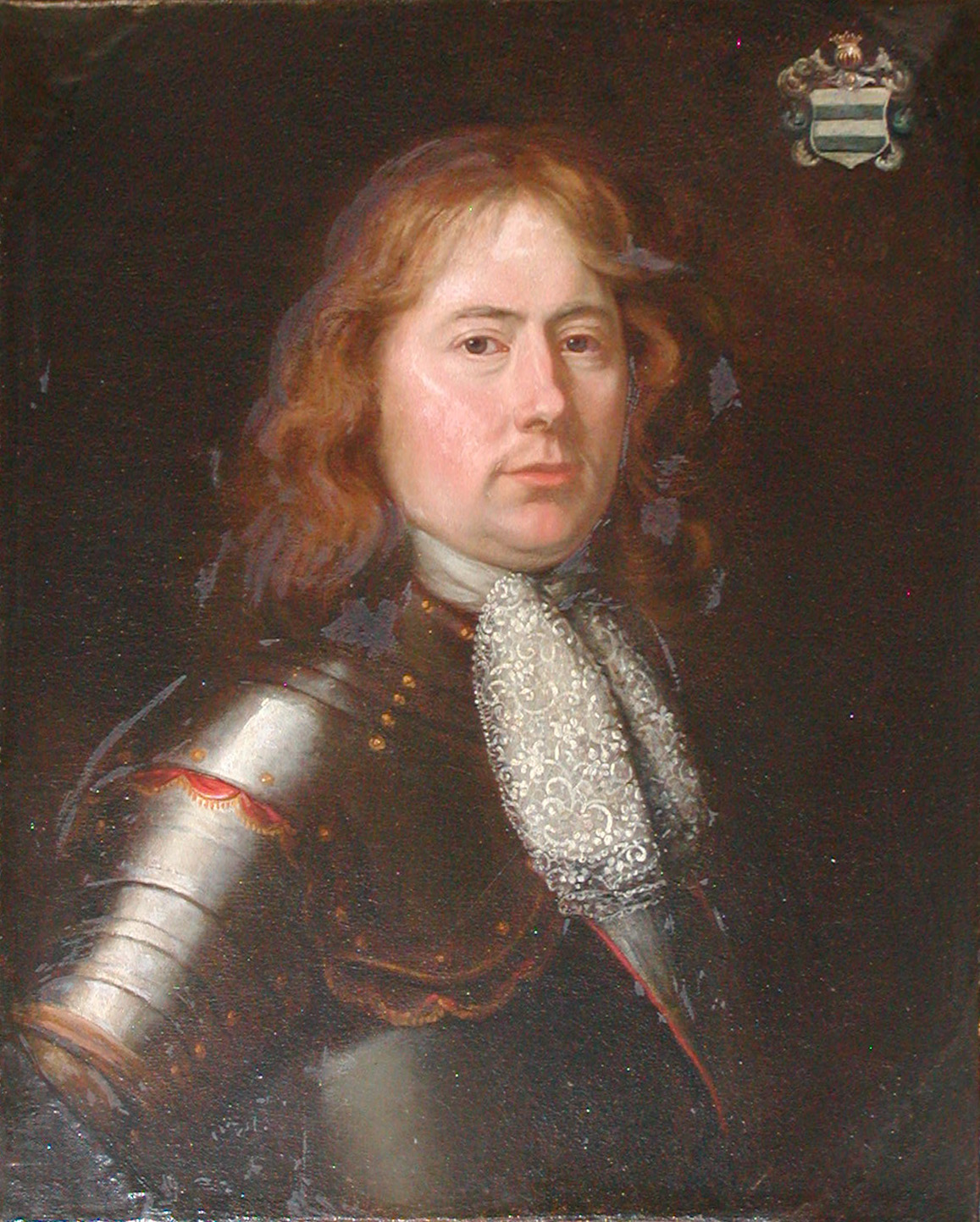
Christian Bielke

Christian Bielke, född den 8 februari 1645 i Norge, död den 13 januari 1694 i Köpenhamn, var en dansk sjöofficer och amiral.
1666 blev han löjtnant och 1668 kapten, och hade därefter befäl över skepp till Ostindien till 1672. 1675 var han, med örlogsfartyget Christianus Qvartus underställd Cort Adeler. 1676 blev han befordrad till schoutbynacht och deltog som sådan i erövringen av Gotland under Niels Juel, på vars vägnar har slöt avtalet med öns befälhavare Greve Oxenstjerna om Gotlands och Visbys kapitualation. Senare samma år deltog han vid slaget vid Ölands södra udde och blev för sina insatser befordrad till viceamiral, blott 31 år gammal.
1677 förde han befäl över en eskader från örlogsfartyget Kurprinsen, först under Cornelis Tromp och senare under Niels Juel, och deltog i slaget vid Møn och slaget vid Köge bukt. I det förstnämnda slaget erövrade han det svenska örlogsfartyget Kalmar Kastel och i det sistnämnda Julius Cæsar. I slutet av året genomförde han brandskattning i Småland. 1678 förde han befäl från samma fartyg och deltog med detta i Nils Juels landstigning på Rügen. Eftersom hemkomsten blev han medlem av Amiralitetskollegiet.
Bielke innehade senare ett par självständiga högsta befäl över sjöstyrkor, bland annat 1679 med 11 örlogsfartyg i Östersjön och senare på Elbe utanför Glückstadt. 1683 utnämndes han till amiral och dekorerades året efter med Dannebrogorden. 1689 var Bielke åter eskadechef under Juel.
Vid sin död, 13 januari 1694 i Köpenhamn, var han herre av Basnæs och Edelgave och begravdes i Roskilde domkyrka.